# Бой при Гофе
Бой при Гофе (нем. Hof, Hoofe) — одно из сражений во время Войны четвёртой коалиции между французскими и русскими войсками, произошедшее 6 февраля 1807 года.
После сражения у Бергфрида и отступления русской армии от Янкова французский император Наполеон не отказался от мысли отрезать армию Беннигсена от России. Он приказал корпусам Сульта и Даву идти в Гутштат и Гейльсберг в обход русской армии с правого крыла; войскам Нея идти на левый фланг, к Либштату, чтобы отрезать корпус Лестока от основных сил Беннигсена; корпус Ожеро, гвардия и резервная кавалерия Мюрата следовала по следам русской армии. Бернадоту, который из-за захвата русскими французских курьеров, не получил план операции и отвёл войска назад, приказали немедленно спешить на соединение с основными силами французской армии.
25 января (6 февраля) 1807 года, во время отступления от Янково к Ландсбергу, русский главнокомандующий, генерал от кавалерии Л. Л. Беннигсен, приказал левому арьергарду генерал-майора М. Б. Барклая-де-Толли (5 тысяч солдат) удерживать противника, пока армия займет позицию при Ландсберге.
Барклай-де-Толли занял село Зинкен отрядом Ивана Семёновича Дорохова (1 батальон, 4 эскадрона и 2 кон. ор.); остальные войска (11 батальонов, 16 эскадронов, 10 кон. ор.) были расположены на высотах позади ручья, южнее Гофа. Около трёх часов дня к Зинкену подошел Иоахим Мюрат с драгунской дивизией Клейна и кирасирами д’Опуля (30 эскадронов) и атаковал русский отряд; после упорного сопротивления, потеряв всю орудийную прислугу, Дорохов отошёл за ручей и присоединился к главным силам.
Русский арьергард отошёл на позицию к северу от Гофа и застал здесь 5 батальонов князя Долгорукова, высланных главнокомандующим для поддержки. Приказав Долгорукову занять позицию вправо от дороги из Гофа в Ландсберг, Барклай-де-Толли развернул свой отряд влево.
Французы, к которым в это время подошла пехота маршала Сульта, провели атаку против левого фланга русских, стараясь отрезать путь отступления. После упорного боя до темноты арьергард Барклая-де-Толли отошёл к Ландсбергу. Французские войска остались ночевать на поле сражения. 
В бою у Гофа русская армия потеряла около 2 тысяч человек. Потери французов составили около 1500 человек.
Наполеон, после трехдневных упорных боев с русскими арьергардами, решил, что Беннигсен планирует дать решительное сражение при Ландсберге. Поэтому он приказал войскам Сульта и Даву идти на правое крыло, корпусу Нея — на левое. Сам Наполеон планировал атаковать с фронта войсками Ожеро, гвардией и кавалерией Мюрата. Русская армия не стала дожидаться подхода французов и в ту же ночь покинула Ландсберг и двинулась к Прейсиш-Эйлау. Беннигсен надеялся там соединиться с корпусом Лестока.